# Руденко Раїса Панасівна
Раїса Панасівна Руденко, уроджена Каплун (20 листопада 1939, Дніпропетровська область — 3 жовтня 2020, Київ) — українська дисидентка та політична в'я́зниця, дружина Миколи Руденка, секретаря Української Гельсінської групи.

## Життєпис
Раїса Каплун походила з селянської родини. Її бабусю та дідуся з обох боків за часів сталінізму розкуркулили та виселили на Урал. Її батько загинув у Другій світовій війні. У дитинстві вона отримала важке поранення та довго перебувала в комі, після чого їй довелося заново вчитися читати й писати. У 1957 році вона переїхала до Києва, щоб доглядати за своїм хворим дядьком. Там вона працювала та навчалася у вечірній школі для медсестер, а потім для секретарів та друкарок. Працювала друкаркою, а потім завідувачкою відділу особистого догляду в санаторії «Конча-Заспа» під Києвом, куди й переїхала. Тут вона познайомилася з художниками та письменниками, мала можливість слухати іноземні радіопередачі. У 1964 році вона вийшла заміж за робітника В. Онищенка, але шлюб розпався через рік. У 1968 році вона проходила заочне стажування в Київському інституті культури, де познайомилася зі своїм майбутнім чоловіком Миколою Руденком, твори якого вона на той час переписувала. Вона вийшла за нього заміж у 1971 році.
У 1972 році, невдовзі після одруження, твори Миколи Руденка були заборонені. Він втратив членство в Спілці письменників та Комуністичній партії і працював нічним сторожем. Раїсу перевели на роботу в котельню і вона втратила можливість закінчити навчання. Руденко контактував з московськими дисидентами та Amnesty International і був вперше заарештований 18 квітня 1975 року. Як ветерана війни та інваліда, його звільнили за амністією до 30-ї річниці перемоги над нацизмом. 9 листопаду 1976 року Руденко стала одним із засновників і першим головою Української Гельсінської групи (УГГ), а Раїса стала її постійним секретарем, яка переписувала всі матеріали, опубліковані УГГ. Вона не стала членом УГГ, бо члени групи очікували її арешту та потребували її звільнення.
Миколу Руденка було заарештовано 5 лютого 1977 року та засуджено до 7 років виправно-трудових таборів і 5 років заслання. З обережності Раїса спілкувалася лише з дружинами та родичами дисидентів, які все ще перебували на волі. КДБ тиснув на неї, щоб вона зреклася чоловіка та засудила його діяльність. Вона відвідувала чоловіка у виправно-трудових таборах Жх-385/19 та 385/3 у Мордовії та привезла його вірші та інформацію про табори, переписала їх та відправила на Захід через Андрія Сахарова та Олену Боннер. Раїсу було заарештовано 15 квітня 1981 року. Її звинуватили в «антирадянській агітації та пропаганді» та засудили до 5 років виправно-трудових таборів суворого режиму та 5 років заслання. Вона відбувала покарання у жіночій секції виправно-трудового табору в Мордовії. Руденків звільнили з табору в 1987 році. Перебуваючи у вимушеному засланні, вони возз'єдналися в гірському селі Майма на Алтаї в жовтні 1987 року. Там вони виявили, що їхні документи про звільнення були підписані у травні 1987 року. Вони не змогли повернутися до України, оскільки їхню квартиру конфіскували після арешту Раїси. У грудні 1987 року вони виїхали до Москви, потім до Мюнхена, а звідти до Нью-Йорка. Микола Руденко став редактором на Радіо Свобода, а Раїса працювала в редакції їхнього журналу.
У 1990 році Микола Руденко був «реабілітований» і відновив радянське, а потім українське громадянство, але Раїса повернулася лише після розпаду Радянського Союзу в 1991 році та мала труднощі з відновленням громадянства України. Зрештою вона отримала громадянство в Сполучених Штатах, де вийшла на пенсію в 1998 році. Переїхавши до будинку чоловіка в Києві, їй доводилося кожні два роки подавати документи на отримання посвідки на проживання в Україні. Після смерті чоловіка (1 квітня 2004 року) вона була редактором його літературної спадщини та працювала секретарем Наукового товариства імені Сергія Подолинського. У 2016 році вона отримала Орден Мужності за заслуги перед Україною, вручений Президентом Ющенком. Вона померла 3 жовтня 2020 року в Києві після невдалої нейрохірургічної операції та двотижневої коми у віці 80 років.